# Ricky Starks
Richard Starks (New Orleans, 21 febbraio 1990) è un wrestler statunitense, sotto contratto con la WWE, dove si esibisce con il ring name Ricky Saints.
È altresì noto per aver militato nella National Wrestling Alliance, dove ha detenuto l'NWA World Television Championship e nella All Elite Wrestling, dove insieme a Big Bill ha detenuto l'AEW World Tag Team Championship.

## Carriera

### WWE (2025–presente)
Ha esordito in WWE nell'episodio di NXT dell'11 febbraio come free agent senza nome, adottando la settimana dopo il ring name Ricky Saints. Ha lottato il suo primo match il 25 febbraio successivo ad NXT, dove ha trionfato al fianco di Je'Von Evans in un tag team match contro Ethan Page e Wes Lee.
Nell'episodio di NXT del 1° aprile, ha vinto l'NXT North American Championship dopo aver battuto Shawn Spears. A Stand & Deliver difese con successo il titolo contro Ethan Page. Ma nella puntata di NXT del 27 maggio perse il titolo proprio contro Page, terminando il suo regno di 56 giorni.

## Personaggio

### Mosse finali
- Arms of Orion / The Buster Keaton (Double Underhook Facebuster)[2][1]
- Roshambo (sit-out dominator)[1]
- Spear[1]

## Titoli e riconoscimenti
- All Elite Wrestling
  - AEW World Tag Team Championship (1) – con Big Bill[5]
  - Owen Hart Cup (edizione 2023)[13]
- Anarchy Championship Wrestling
  - ACW Hardcore Championship (1)[14]
  - ACW Televised Championship (1)[15]
  - ACW Unified Championship (1)[16]
- Dojo Pro Wrestling
  - Dojo Pro White Belt Championship (1)[17]
- ESPN
  - Breakthrough wrestler of the year (2022)[18]
- Imperial Wrestling Revolution
  - IWR Revolutionary Championship (1)[19]
- Inspire Pro Wrestling
  - Inspire Pro Championship (1)[20]
  - Inspire Pro Junior Crown Championship (1 )[21]
  - Inspire Pro Pure Prestige Championship (1)[22]
- National Wrestling Alliance
  - NWA World Television Championship (1)[3]
- NWA Houston
  - NWA Lone Star Junior Heavyweight Championship (1)[23]
- Pro Wrestling Illustrated
  - 92° tra i migliori 500 wrestler singoli della PWI 500 (2020)[24]
- VIP Wrestling
  - VIP Tag Team Championships (1) – con Carson[25]
- WrestleCircus
  - WC Big Top Tag Team Championships (1) – con Aaron Solow[26]
- WWE
  - NXT North American Championship (1)[27]
- Xtreme Championship Wrestling
  - XCW Heavyweight Championship (1)[28]